# Sidgi Ruhulla
Ruhulla Fatulla oghlu Axhundov (en azerí: Ruhulla Fətulla oğlu Axundov; Bakú, 9 de abril de 1886 – Bakú, 5 de mayo de 1959) fue un actor de teatro y de cine y director de teatro de Azerbaiyán, que obtuvo en 1949 la distinción de Artista del Pueblo de la URSS.

## Biografía
Sidgi Ruhulla nació el 9 de abril de 1886 en Bakú.
En 1912-1916 trabajó en Ganyá, donde representó las obras de Uzeyir Hajibeyov "Leyli and Majnun" (1912), "No eso, entonces esto" (1913). En 1916 también representó las óperas de Uzeyir Hajibeyov - "Leyli y Majnun", "Asli y Kerem", la opereta "Arshin Mal Alan" en Taskent.
Desde 1924 fue actor del Teatro Académico Estatal de Drama de Azerbaiyán.
En 1906-1920 actuó en más de 250 ciudades y regiones. Realizó giras por Moscú, San Petersburgo, Tabriz, Teherán, Rasht, Qazvin, Isfahán, Shiraz, Samarcanda, Bukhara, Merv, Asjabad, Járkov, Kiev, Tula, Tbilisi, Ereván, Krasnovodsk, Derbent, Makhachkala, Vladikavkaz, Grozny, Andijan, Ufa, Sarab, Ardabil, Anzali, Kazan, Batumi, Odessa, Rostov, Sujumi, Yalta, Sebastopol, Simferopol, Tuapse, Sochi.
Sidgi Ruhulla murió el 5 de mayo de 1959 y fue enterrado en el Callejón de Honor de Bakú.

## Filmografía
- “Bismillah” (1925)
- “Hija de Gilan” (1928)
- “Haji Gara” (1929)
- “Arbusto dorado” (1930)
- “Los campesinos” (1939)
- “Fatali Khan” (1947)

## Premios y títulos
- 1931 - Artista de Honor de la RSS de Azerbaiyán
- 1938 - Artista del Pueblo de la RSS de Azerbaiyán
- 1948 – Premio Estatal de la Unión Soviética
- 1949 - Artista del Pueblo de la URSS
- 1949 – Orden de la Bandera Roja del Trabajo
- 1956 – Orden de Lenin
- Medalla de los Trabajadores Distinguidos
- Medalla por la Defensa del Cáucaso